# Cúp C1 châu Âu 1975–76
Mùa giải 1975–76 của giải bóng đá cấp câu lạc bộ Cúp C1 châu Âu  là mùa giải mà Bayern Munich vô địch lần thứ ba liên tiếp trong trận chung kết trước Saint-Étienne tại sân vận động Hampden Park, Glasgow. Đây chỉ mới là lần đầu tiên Bayern Munich tham dự với tư cách đội vô địch Cúp của mùa giải trước.
Phải 42 năm nữa thì mới có một câu lạc bộ vô địch giải đấu trong ba mùa giải liên tiếp, thành tích này do Real Madrid đạt được vào năm 2018. Chỉ có Real Madrid, Ajax, và Bayern Munich vô địch trong ba mùa giải liên tiếp.

## Nhánh đấu
|  | Vòng một          | Vòng một | Vòng một | Vòng một |  |  | Vòng hai      | Vòng hai | Vòng hai        | Vòng hai |   |   | Tứ kết        | Tứ kết | Tứ kết        | Tứ kết |   |   | Bán kết | Bán kết | Bán kết       | Bán kết |  |  | Chung kết | Chung kết |  |
|  |                   |          |          |          |  |  |               |          |                 |          |   |   |               |        |               |        |   |   |         |         |               |         |  |  |           |           |  |
|  | B. M'gladbach     | 1        | 6        | 7        |  |  |               |          |                 |          |   |   |               |        |               |        |   |   |         |         |               |         |  |  |           |           |  |
|  | Wacker            | 1        | 1        | 2        |  |  | B. M'gladbach | 2        | 2               | 4        |   |   |               |        |               |        |   |   |         |         |               |         |  |  |           |           |  |
|  | CSKA Sofia        | 2        | 0        | 2        |  |  | Juventus      | 0        | 2               | 2        |   |   |               |        |               |        |   |   |         |         |               |         |  |  |           |           |  |
|  | Juventus          | 1        | 2        | 3        |  |  |               |          |                 |          |   |   | B. M'gladbach | 2      | 1             | 3      |   |   |         |         |               |         |  |  |           |           |  |
|  | Slovan Bratislava | 1        | 0        | 1        |  |  |               |          | Real Madrid (a) | 2        | 1 | 3 |               |        |               |        |   |   |         |         |               |         |  |  |           |           |  |
|  | Derby County      | 0        | 3        | 3        |  |  | Derby County  | 4        | 1               | 5        |   |   |               |        |               |        |   |   |         |         |               |         |  |  |           |           |  |
|  | Real Madrid       | 4        | 0        | 4        |  |  | Real Madrid   | 1        | 5               | 6        |   |   |               |        |               |        |   |   |         |         |               |         |  |  |           |           |  |
|  | Dinamo București  | 1        | 1        | 2        |  |  |               |          |                 |          |   |   | Real Madrid   | 1      | 0             | 1      |   |   |         |         |               |         |  |  |           |           |  |
|  | Benfica           | 7        | 0        | 7        |  |  |               |          |                 |          |   |   |               |        | Bayern Munich | 1      | 2 | 3 |         |         |               |         |  |  |           |           |  |
|  | Fenerbahçe        | 0        | 1        | 1        |  |  | Benfica       | 5        | 1               | 6        |   |   |               |        |               |        |   |   |         |         |               |         |  |  |           |           |  |
|  | Újpesti Dózsa (a) | 4        | 1        | 5        |  |  | Újpesti Dózsa | 2        | 3               | 5        |   |   |               |        |               |        |   |   |         |         |               |         |  |  |           |           |  |
|  | Zürich            | 0        | 5        | 5        |  |  |               |          |                 |          |   |   | Benfica       | 0      | 1             | 1      |   |   |         |         |               |         |  |  |           |           |  |
|  | Malmö FF (p)      | 2        | 1        | 3 (2)    |  |  |               |          | Bayern Munich   | 0        | 5 | 5 |               |        |               |        |   |   |         |         |               |         |  |  |           |           |  |
|  | Magdeburg         | 1        | 2        | 3 (1)    |  |  | Malmö FF      | 1        | 0               | 1        |   |   |               |        |               |        |   |   |         |         |               |         |  |  |           |           |  |
|  | Jeunesse Esch     | 0        | 1        | 1        |  |  | Bayern Munich | 0        | 2               | 2        |   |   |               |        |               |        |   |   |         |         |               |         |  |  |           |           |  |
|  | Bayern Munich     | 5        | 3        | 8        |  |  |               |          |                 |          |   |   | Bayern Munich | 1      |               |        |   |   |         |         |               |         |  |  |           |           |  |
|  | Olympiacos        | 2        | 0        | 2        |  |  |               |          |                 |          |   |   |               |        |               |        |   |   |         |         | Saint-Étienne | 0       |  |  |           |           |  |
|  | Dynamo Kyiv       | 2        | 1        | 3        |  |  | Dynamo Kyiv   | 3        | 2               | 5        |   |   |               |        |               |        |   |   |         |         |               |         |  |  |           |           |  |
|  | Omonia            | 2        | 0        | 2        |  |  | ÍA            | 0        | 0               | 0        |   |   |               |        |               |        |   |   |         |         |               |         |  |  |           |           |  |
|  | ÍA                | 1        | 4        | 5        |  |  |               |          |                 |          |   |   | Dynamo Kyiv   | 2      | 0             | 2      |   |   |         |         |               |         |  |  |           |           |  |
|  | KB                | 0        | 1        | 1        |  |  |               |          | Saint-Étienne   | 0        | 3 | 3 |               |        |               |        |   |   |         |         |               |         |  |  |           |           |  |
|  | Saint-Étienne     | 2        | 3        | 5        |  |  | Saint-Étienne | 2        | 2               | 4        |   |   |               |        |               |        |   |   |         |         |               |         |  |  |           |           |  |
|  | Rangers           | 4        | 1        | 5        |  |  | Rangers       | 0        | 1               | 1        |   |   |               |        |               |        |   |   |         |         |               |         |  |  |           |           |  |
|  | Bohemians         | 1        | 1        | 2        |  |  |               |          |                 |          |   |   | Saint-Étienne | 1      | 0             | 1      |   |   |         |         |               |         |  |  |           |           |  |
|  | Floriana          | 0        | 0        | 0        |  |  |               |          |                 |          |   |   |               |        | PSV Eindhoven | 0      | 0 | 0 |         |         |               |         |  |  |           |           |  |
|  | Hajduk Split      | 5        | 3        | 8        |  |  | Hajduk Split  | 4        | 3               | 7        |   |   |               |        |               |        |   |   |         |         |               |         |  |  |           |           |  |
|  | Molenbeek         | 3        | 1        | 4        |  |  | Molenbeek     | 0        | 2               | 2        |   |   |               |        |               |        |   |   |         |         |               |         |  |  |           |           |  |
|  | Viking            | 2        | 0        | 2        |  |  |               |          |                 |          |   |   | Hajduk Split  | 2      | 0             | 2      |   |   |         |         |               |         |  |  |           |           |  |
|  | Ruch Chorzów      | 5        | 2        | 7        |  |  |               |          | PSV Eindhoven   | 0        | 3 | 3 |               |        |               |        |   |   |         |         |               |         |  |  |           |           |  |
|  | KuPS              | 0        | 2        | 2        |  |  | Ruch Chorzów  | 1        | 0               | 1        |   |   |               |        |               |        |   |   |         |         |               |         |  |  |           |           |  |
|  | Linfield          | 1        | 0        | 1        |  |  | PSV Eindhoven | 3        | 4               | 7        |   |   |               |        |               |        |   |   |         |         |               |         |  |  |           |           |  |
|  | PSV Eindhoven     | 2        | 8        | 10       |  |  |               |          |                 |          |   |   |               |        |               |        |   |   |         |         |               |         |  |  |           |           |  |

## Vòng một
| Đội 1                    | TTS         | Đội 2            | Lượt đi | Lượt về |
| ------------------------ | ----------- | ---------------- | ------- | ------- |
| Borussia Mönchengladbach | 7–2         | Wacker           | 1–1     | 6–1     |
| CSKA Sofia               | 2–3         | Juventus         | 2–1     | 0–2     |
| Slovan Bratislava        | 1–3         | Derby County     | 1–0     | 0–3     |
| Real Madrid              | 4–2         | Dinamo București | 4–1     | 0–1     |
| Benfica                  | 7–1         | Fenerbahçe       | 7–0     | 0–1     |
| Újpesti Dózsa            | 5–5 (a)     | Zürich           | 4–0     | 1–5     |
| Malmö FF                 | 3–3 (2–1 p) | Magdeburg        | 2–1     | 1–2     |
| Jeunesse Esch            | 1–8         | Bayern Munich    | 0–5     | 1–3     |
| Olympiacos               | 2–3         | Dynamo Kyiv      | 2–2     | 0–1     |
| Omonia                   | 2–5         | ÍA               | 2–1     | 0–4     |
| KB                       | 1–5         | Saint-Étienne    | 0–2     | 1–3     |
| Rangers                  | 5–2         | Bohemians        | 4–1     | 1–1     |
| Floriana                 | 0–8         | Hajduk Split     | 0–5     | 0–3     |
| Molenbeek                | 4–2         | Viking           | 3–2     | 1–0     |
| Ruch Chorzów             | 7–2         | KuPS             | 5–0     | 2–2     |
| Linfield                 | 1–10        | PSV Eindhoven    | 1–2     | 0–8     |

### Lượt đi
| Borussia Mönchengladbach | 1–1    | Wacker    |
| ------------------------ | ------ | --------- |
| Simonsen 83' (ph.đ.)     | Report | Welzl 42' |

| CSKA Sofia                 | 2–1    | Juventus     |
| -------------------------- | ------ | ------------ |
| Denev 80' · Marashliev 89' | Report | Anastasi 39' |

| Slovan Bratislava | 1–0    | Derby County |
| ----------------- | ------ | ------------ |
| Masný 58'         | Report |              |

| Real Madrid                                    | 4–1    | Dinamo București |
| ---------------------------------------------- | ------ | ---------------- |
| Santillana 8', 90' · Martínez 63' · Netzer 74' | Report | Lucescu 75'      |

| Benfica                                              | 7–0    | Fenerbahçe |
| ---------------------------------------------------- | ------ | ---------- |
| Shéu 22' · Nené 33', 43', 72' · Jordão 60', 75', 84' | Report |            |

| Újpesti Dózsa                                            | 4–0    | Zürich |
| -------------------------------------------------------- | ------ | ------ |
| Fazekas 10' · Dunai 12' · Tóth 56' (ph.đ.) · Kellner 78' | Report |        |

| Malmö FF                         | 2–1    | Magdeburg    |
| -------------------------------- | ------ | ------------ |
| Cervin 15' · Larsson 56' (ph.đ.) | Report | Hoffmann 50' |

| Jeunesse Esch | 0–5    | Bayern Munich                                       |
| ------------- | ------ | --------------------------------------------------- |
|               | Report | Zobel 29', 35' · Schuster 63' · Rummenigge 69', 78' |

| Olympiacos                       | 2–2    | Dynamo Kyiv              |
| -------------------------------- | ------ | ------------------------ |
| Kritikopoulos 35' · Aidiniou 63' | Report | Kolotov 27' · Buryak 30' |

| Omonia                     | 2–1    | ÍA             |
| -------------------------- | ------ | -------------- |
| Dimitriou 49' · Mavris 57' | Report | Alfredsson 42' |

| KB | 0–2    | Saint-Étienne               |
| -- | ------ | --------------------------- |
|    | Report | P. Revelli 53' · Larqué 73' |

| Rangers                                                  | 4–1    | Bohemians    |
| -------------------------------------------------------- | ------ | ------------ |
| Fyfe 19' · Burke 38' (l.n.) · O'Hara 50' · Johnstone 63' | Report | Flanagan 35' |

| Floriana | 0–5    | Hajduk Split                                   |
| -------- | ------ | ---------------------------------------------- |
|          | Report | Žungul 15', 61', 78' · Buljan 50' · Šurjak 53' |

| Molenbeek                               | 3–2    | Viking                     |
| --------------------------------------- | ------ | -------------------------- |
| Boskamp 36' · Teugels 55' · Wellens 68' | Report | Johannessen 23' · Kvia 89' |

| Ruch Chorzów                                                  | 5–0    | KuPS |
| ------------------------------------------------------------- | ------ | ---- |
| Marx 6', 59' · Bula 12' (ph.đ.) · Benigier 27' · Kopicera 68' | Report |      |

| Linfield   | 1–2    | PSV Eindhoven                      |
| ---------- | ------ | ---------------------------------- |
| Malone 35' | Report | R. van de Kerkhof 3' · Edström 15' |

### Lượt về
| Wacker           | 1–6    | Borussia Mönchengladbach                                  |
| ---------------- | ------ | --------------------------------------------------------- |
| Flindt Bjerg 23' | Report | Stielike 44' · Simonsen 63' · Heynckes 64', 68', 75', 88' |

Borussia Mönchengladbach thắng với tổng tỷ số 7–2.
| Juventus                  | 2–0    | CSKA Sofia |
| ------------------------- | ------ | ---------- |
| Anastasi 39' · Furino 51' | Report |            |

Juventus thắng với tổng tỷ số 3–2.
| Derby County              | 3–0    | Slovan Bratislava |
| ------------------------- | ------ | ----------------- |
| Bourne 40' · Lee 78', 82' | Report |                   |

Derby County thắng với tổng tỷ số 3–1.
| Dinamo București | 1–0    | Real Madrid |
| ---------------- | ------ | ----------- |
| Sătmăreanu 33'   | Report |             |

Real Madrid thắng với tổng tỷ số 4–2.
| Fenerbahçe | 1–0    | Benfica |
| ---------- | ------ | ------- |
| Verel 75'  | Report |         |

Benfica thắng với tổng tỷ số 7–1.
| Zürich                                   | 5–1    | Újpesti Dózsa |
| ---------------------------------------- | ------ | ------------- |
| Katić 2' · Risi 23', 38', 83' · Kühn 45' | Report | Nagy 57'      |

Újpesti Dózsa thắng 5–5 nhờ bàn thắng sân khách.
| Magdeburg                                                                            | 2–1 (s.h.p.) | Malmö FF                                                       |
| ------------------------------------------------------------------------------------ | ------------ | -------------------------------------------------------------- |
| Hoffmann 30' · Streich 81'                                                           | Report       | Andersson 65'                                                  |
| Loạt sút luân lưu                                                                    |              |                                                                |
| Joachim Streich · Martin Hoffmann · Wolfgang Steinbach · Klaus Decker · Manfred Zapf | 1–2          | Bo Larsson · Staffan Tapper · Anders Ljungberg · Roy Andersson |

Tổng tỷ số 3–3. Malmö FF thắng trên chấm luân lưu.
| Bayern Munich          | 3–1    | Jeunesse Esch |
| ---------------------- | ------ | ------------- |
| Schuster 30', 83', 88' | Report | Zwally 86'    |

Bayern Munich thắng với tổng tỷ số 8–1.
| Dynamo Kyiv     | 1–0    | Olympiacos |
| --------------- | ------ | ---------- |
| Onyshchenko 66' | Report |            |

Dynamo Kyiv thắng với tổng tỷ số 3–2.
| ÍA                                                           | 4–0    | Omonia |
| ------------------------------------------------------------ | ------ | ------ |
| Hallgrímsson 16', 61' · T. Thordarson 50' · K. Þórðarson 79' | Report |        |

ÍA thắng với tổng tỷ số 5–2.
| Saint-Étienne                              | 3–1    | KB           |
| ------------------------------------------ | ------ | ------------ |
| Rocheteau 7' · P. Revelli 33' · Larqué 86' | Report | Petersen 49' |

Saint-Étienne thắng với tổng tỷ số 5–1.
| Bohemians    | 1–1    | Rangers       |
| ------------ | ------ | ------------- |
| O'Connor 56' | Report | Johnstone 37' |

Rangers thắng với tổng tỷ số 5–2.
| Hajduk Split                          | 3–0    | Floriana |
| ------------------------------------- | ------ | -------- |
| Buljan 26' · Šalov 72' · Đorđević 86' | Report |          |

Hajduk Split thắng với tổng tỷ số 8–0.
| Viking | 0–1    | Molenbeek   |
| ------ | ------ | ----------- |
|        | Report | Nielsen 48' |

Molenbeek thắng với tổng tỷ số 4–2.
| KuPS                         | 2–2    | Ruch Chorzów              |
| ---------------------------- | ------ | ------------------------- |
| Törnroos 56' · Heiskanen 61' | Report | Chojnacki 12' · Faber 75' |

Ruch Chorzów thắng với tổng tỷ số 7–2.
| PSV Eindhoven                                                                                               | 8–0    | Linfield |
| --- | ------ | -------- |
| Lubse 12', 30' · Dahlqvist 36' · W. van de Kerkhof 39' · van der Kuijlen 41' · Edström 39' · Deacy 70', 83' | Report |          |

PSV Eindhoven thắng với tổng tỷ số 10–1.

## Vòng hai
| Đội 1                    | TTS | Đội 2         | Lượt đi | Lượt về |
| ------------------------ | --- | ------------- | ------- | ------- |
| Borussia Mönchengladbach | 4–2 | Juventus      | 2–0     | 2–2     |
| Derby County             | 5–6 | Real Madrid   | 4–1     | 1–5     |
| Benfica                  | 6–5 | Újpesti Dózsa | 5–2     | 1–3     |
| Malmö FF                 | 1–2 | Bayern Munich | 1–0     | 0–2     |
| Dynamo Kyiv              | 5–0 | ÍA            | 3–0     | 2–0     |
| Saint-Étienne            | 4–1 | Rangers       | 2–0     | 2–1     |
| Hajduk Split             | 7–2 | Molenbeek     | 4–0     | 3–2     |
| Ruch Chorzów             | 1–7 | PSV Eindhoven | 1–3     | 0–4     |

### Lượt đi
| Borussia Mönchengladbach    | 2–0    | Juventus |
| --------------------------- | ------ | -------- |
| Heynckes 27' · Simonsen 36' | Report |          |

| Derby County                                   | 4–1    | Real Madrid |
| ---------------------------------------------- | ------ | ----------- |
| George 9', 15' (ph.đ.), 78' (ph.đ.) · Nish 42' | Report | Pirri 25'   |

| Benfica                                            | 5–2    | Újpesti Dózsa           |
| -------------------------------------------------- | ------ | ----------------------- |
| Shéu 16', 37' · Vítor Baptista 31', 89' · Toni 75' | Report | Dunai 20' · Fazekas 61' |

| Malmö FF      | 1–0    | Bayern Munich |
| ------------- | ------ | ------------- |
| Andersson 27' | Report |               |

| Dynamo Kyiv                      | 3–0    | ÍA |
| -------------------------------- | ------ | -- |
| Buryak 27', 58' · Onischenko 31' | Report |    |

| Saint-Étienne                 | 2–0    | Rangers |
| ----------------------------- | ------ | ------- |
| P. Revelli 28' · Bathenay 89' | Report |         |

| Hajduk Split                                    | 4–0    | Molenbeek |
| ----------------------------------------------- | ------ | --------- |
| Žungul 23' · Rožić 30' · Šurjak 40' · Mijač 73' | Report |           |

| Ruch Chorzów | 1–3    | PSV Eindhoven                                   |
| ------------ | ------ | ----------------------------------------------- |
| Bula 10'     | Report | Lubse 55' · Edström 67' · R. van de Kerkhof 74' |

### Lượt về
| Juventus               | 2–2    | Borussia Mönchengladbach  |
| ---------------------- | ------ | ------------------------- |
| Gori 35' · Bettega 68' | Report | Danner 71' · Simonsen 87' |

Borussia Mönchengladbach thắng với tổng tỷ số 4–2.
| Real Madrid                                                | 5–1 (s.h.p.) | Derby County |
| ---------------------------------------------------------- | ------------ | ------------ |
| Martínez 3', 51' · Santillana 55', 99' · Pirri 83' (ph.đ.) | Report       | George 62'   |

Real Madrid thắng với tổng tỷ số 6–5.
| Újpesti Dózsa           | 3–1    | Benfica  |
| ----------------------- | ------ | -------- |
| Bene 3', 54' · Nagy 65' | Report | Nené 73' |

Benfica thắng với tổng tỷ số 6–5.
| Bayern Munich                            | 2–0    | Malmö FF |
| ---------------------------------------- | ------ | -------- |
| Dürnberger 59' (ph.đ.) · Torstensson 77' | Report |          |

Bayern Munich thắng với tổng tỷ số 2–1.
| ÍA | 0–2    | Dynamo Kyiv                             |
| -- | ------ | --------------------------------------- |
|    | Report | Onischenko 5' · Gunnlaugsson 65' (l.n.) |

Dynamo Kyiv thắng với tổng tỷ số 5–0.
| Rangers       | 1–2    | Saint-Étienne                  |
| ------------- | ------ | ------------------------------ |
| MacDonald 88' | Report | Rocheteau 63' · H. Revelli 70' |

Saint-Étienne thắng với tổng tỷ số 4–1.
| Molenbeek                         | 2–3    | Hajduk Split                          |
| --------------------------------- | ------ | ------------------------------------- |
| Teugels 29' · Nielsen 79' (ph.đ.) | Report | Šurjak 69' · Žungul 76' · Jovanić 85' |

Hajduk Split thắng với tổng tỷ số 7–2.
| PSV Eindhoven                                               | 4–0    | Ruch Chorzów |
| ----------------------------------------------------------- | ------ | ------------ |
| W. van de Kerkhof 11' · van der Kuijlen 22' 27' · Lubse 68' | Report |              |

PSV Eindhoven thắng với tổng tỷ số 7–1.

## Tứ kết
| Đội 1                    | TTS     | Đội 2         | Lượt đi | Lượt về |
| ------------------------ | ------- | ------------- | ------- | ------- |
| Borussia Mönchengladbach | 3–3 (a) | Real Madrid   | 2–2     | 1–1     |
| Benfica                  | 1–5     | Bayern Munich | 0–0     | 1–5     |
| Dynamo Kyiv              | 2–3     | Saint-Étienne | 2–0     | 0–3     |
| Hajduk Split             | 2–3     | PSV Eindhoven | 2–0     | 0–3     |

### Lượt đi
| Benfica | 0–0    | Bayern Munich |
| ------- | ------ | ------------- |
|         | Report |               |

| Borussia Mönchengladbach | 2–2    | Real Madrid              |
| ------------------------ | ------ | ------------------------ |
| Jensen 2' · Wittkamp 27' | Report | Martínez 45' · Pirri 61' |

| Dynamo Kyiv               | 2–0    | Saint-Étienne |
| ------------------------- | ------ | ------------- |
| Kon'kov 21' · Blokhin 54' | Report |               |

| Hajduk Split          | 2–0    | PSV Eindhoven |
| --------------------- | ------ | ------------- |
| Mijač 8' · Šurjak 31' | Report |               |

### Lượt về
| Bayern Munich                                          | 5–1    | Benfica            |
| ------------------------------------------------------ | ------ | ------------------ |
| Dürnberger 50', 55' · Rummenigge 68' · Müller 73', 83' | Report | António Barros 70' |

Bayern Munich thắng với tổng tỷ số 5–1.
| Real Madrid    | 1–1    | Borussia Mönchengladbach |
| -------------- | ------ | ------------------------ |
| Santillana 51' | Report | Heynckes 25'             |

Real Madrid thắng 3–3 nhờ bàn thắng sân khách.
| Saint-Étienne                                | 3–0 (s.h.p.) | Dynamo Kyiv |
| -------------------------------------------- | ------------ | ----------- |
| H. Revelli 65' · Larqué 73' · Rocheteau 113' | Report       |             |

Saint-Étienne thắng với tổng tỷ số 3–2.
| PSV Eindhoven                                    | 3–0 (s.h.p.) | Hajduk Split |
| ------------------------------------------------ | ------------ | ------------ |
| Dahlqvist 62' · Lubse 66' · van der Kuijlen 108' | Report       |              |

PSV Eindhoven thắng với tổng tỷ số 3–2.

## Bán kết
| Đội 1         | TTS | Đội 2         | Lượt đi | Lượt về |
| ------------- | --- | ------------- | ------- | ------- |
| Real Madrid   | 1–3 | Bayern Munich | 1–1     | 0–2     |
| Saint-Étienne | 1–0 | PSV Eindhoven | 1–0     | 0–0     |

### Lượt đi
| Real Madrid | 1–1    | Bayern Munich |
| ----------- | ------ | ------------- |
| Martínez 7' | Report | Müller 42'    |

| Saint-Étienne | 1–0    | PSV Eindhoven |
| ------------- | ------ | ------------- |
| Larqué 17'    | Report |               |

### Lượt về
| Bayern Munich  | 2–0    | Real Madrid |
| -------------- | ------ | ----------- |
| Müller 9', 31' | Report |             |

Bayern Munich thắng với tổng tỷ số 3–1.
| PSV Eindhoven | 0–0    | Saint-Étienne |
| ------------- | ------ | ------------- |
|               | Report |               |

Saint-Étienne thắng với tổng tỷ số 1–0.

## Chung kết
| Bayern Munich | 1–0    | Saint-Étienne |
| ------------- | ------ | ------------- |
| Roth 57'      | Report |               |

## Các cầu thủ ghi bàn hàng đầu
Các cầu thủ ghi bàn hàng đầu từ Cúp C1 châu Âu 1975–76 như sau:
| Hạng | Tên                   | Đội                      | Số bàn thắng |
| ---- | --------------------- | ------------------------ | ------------ |
| 1    | Jupp Heynckes         | Borussia Mönchengladbach | 6            |
| 2    | Harry Lubse           | PSV Eindhoven            | 5            |
| 2    | Roberto Juan Martínez | Real Madrid              | 5            |
| 2    | Gerd Müller           | Bayern Munich            | 5            |
| 2    | Nené                  | Benfica                  | 5            |
| 2    | Santillana            | Real Madrid              | 5            |
| 2    | Slaviša Žungul        | Hajduk Split             | 5            |
| 8    | Charlie George        | Derby County             | 4            |
| 8    | Willy van der Kuijlen | PSV Eindhoven            | 4            |
| 8    | Jean-Michel Larqué    | Saint-Étienne            | 4            |
| 8    | Ludwig Schuster       | Bayern Munich            | 4            |
| 8    | Allan Simonsen        | Borussia Mönchengladbach | 4            |
| 8    | Ivica Šurjak          | Hajduk Split             | 4            |